# جون هنتر (كاتب)
جون هنتر (بالإنجليزية: John Hunter)‏ هو كاتب سيناريو أمريكي، ولد في 1911، وتوفي في 8 سبتمبر 1984.

## وصلات خارجية
- جون هنتر على موقع IMDb (الإنجليزية)
- جون هنتر على موقع ألو سيني (الفرنسية)
- جون هنتر على موقع أول موفي (الإنجليزية)
- جون هنتر على موقع قاعدة بيانات الأفلام السويدية (السويدية)
- جون هنتر على موقع قاعدة بيانات الفيلم (الإنجليزية)
- جون هنتر على موقع كينوبويسك (الروسية)